# Chris Cagle (álbum)
Chris Cagle es el segundo álbum de estudio del cantante estadounidense de nombre homónimo, lanzado en 2003 por el sello Capitol Records Nashville. Contiene los sencillos «What a Beautiful Day», «Chicks Dig It» y «I'd Be Lying», que entraron en los puestos cuatro, quinto y treinta y nueve, respectivamente en las listas de música country de los Estados Unidos. En dicho país, como su disco debut, Chris Cagle recibió una certificación de oro por la venta de 500 000 copias.

## Lista de canciones
| N.º | Título                         | Escritor(es)               | Duración |  |
| 1.  | «What a Beautiful Day»         | Chris Cagle, Monty Powell  | 3:45     |  |
| 2.  | «Chicks Dig It»                | Cagle, Charlie Crowe       | 4:00     |  |
| 3.  | «Look What I Found»            | Brett James, Don Schlitz   | 4:08     |  |
| 4.  | «I Love It When She Does That» | Cagle, Powell              | 4:47     |  |
| 5.  | «Night on the Country»         | Cagle, Powell              | 3:55     |  |
| 6.  | «I'd Be Lying»                 | Cagle                      | 4:26     |  |
| 7.  | «Everything»                   | Frank Rogers               | 3:34     |  |
| 8.  | «It Takes Two»                 | Cagle, Powell              | 5:13     |  |
| 9.  | «Growin' Love»                 | Cagle, Powell              | 5:10     |  |
| 10. | «Just Love Me»                 | Cagle, Powell              | 5:09     |  |
| 11. | «Look at What I've Done»       | Cagle, Powell, Anna Wilson | 4:58     |  |

## Personnel

### Músicos
- John Carroll – guitarra eléctrica
- Shannon Forrest – percusión, batería
- Chris McHugh – percusión, batería
- Michael Noble – guitarra acústica
- Gary Smith – piano, órgano Hammond, cuerdas, arreglos de cuerdas
- Ilya Toshinsky – banjo, guitarra eléctrica, guitarra, guitarra con resonador
- Steve Turner – batería
- John Willis – guitarra acústica
- Robert Wright – bajo, guitarra eléctrica y acústica, percusión, corista
- Jonathan Yudkin – fiddle, mandolina, cuerdas, violonchelo, mandocello, arreglos de cuerdas, octofone

### Producción
- Joanna Carter – dirección artística
- Marina Chavez – fotografía
- Mike "Frog" Griffith – coordinador de producción
- Robert Hadley – moderador
- Jennifer Kemp – estilista
- Joe Rogers – diseño
- Doug Sax – moderador
- Paula Turner – maquillaje, peluquera
- Craig White – ingeniero, editor digital, mezcla
- Hank Williams – moderador
- Casey Wood – asistente
- Robert Wright - productor, ingeniero, editor digital

## Posicionamiento en listas

### Álbum
| Lista (2003)                        | Posición |
| ----------------------------------- | -------- |
| EE. UU Billboard Top Country Albums | 1        |
| EE. UU Billboard 200                | 15       |

### Sencillos
| Año                                              | Sencillo               | Posición          | Posición          |
| Año                                              | Sencillo               | Hot Country Songs | Billboard Hot 100 |
| ------------------------------------------------ | ---------------------- | ----------------- | ----------------- |
| 2002                                             | «What a Beautiful Day» | 4                 | 41                |
| 2003                                             | «Chicks Dig It»        | 5                 | 53                |
| 2004                                             | «I'd Be Lying»         | 39                | —                 |
| "—" denota que no se posicionó en ninguna lista. |                        |                   |                   |

| Predecesor: Home de Dixie Chicks | Top Country Albums Álbum N° 1 19 de abril – 25 de abril de 2003 | Sucesor: Home de Dixie Chicks |

## Certificación
| País           | Certificaciones |
| -------------- | --------------- |
| Estados Unidos | Oro             |